# Gel (The X-Files)
«Gel» és el vuitè episodi de la primera temporada de la sèrie de televisió de ciència-ficció estatunidenca The X-Files (Expedient X), que es va estrenar en la cadena Fox el 5 de novembre de 1993. Va ser dirigit per David Nutter i escrit per Glen Morgan i James Wong. La retransmissió inicial de «Gel» fou vista per 10 milions d'espectadors en 6.2 milions de llars. A més a més, va rebre crítiques positives dels crítics, els quals van elogiar la seva tensa atmosfera.
La trama de l'episodi mostra als agents especials del FBI Fox Mulder (David Duchovny) i Dana Scully (Gillian Anderson) investigant la mort d'un equip de recerca d'Alaska. Aïllats i sols, els agents i l'equip que els acompanya descobreixen l'existència d'organismes paràsits extraterrestres que porten als seus amfitrions a atacs impulsius d'ira.
L'episodi es va inspirar en un article de Science News sobre una excavació a Groenlàndia, i el creador de la sèrie Chris Carter també va citar la novel·la de 1938 de John W. Campbell Who Goes There? com a influència. Encara que els productors van pensar que «Gel» estalviaria diners en rodar-se en un sol lloc, la producció va acabar excedint el seu propi pressupost.

## Argument
Un assassinat-suïcidi massiu té lloc entre un equip de geofísics en un lloc d'avançada en Icy Capi, Alaska. Fox Mulder (David Duchovny) i Dana Scully (Gillian Anderson) es dirigeixen al lloc d'avançada, acompanyats pel doctor Hodge (Xander Berkeley), la toxicòloga Da Silva (Felicity Huffman), el geòleg doctor Murphy (Steve Hytner) i Bear (Jeff Kober), el seu pilot. Juntament amb els cossos dels científics, el grup troba un gos, que ataca a Mulder i Bear. Scully nota nòduls negres en la seva pell i sospita que pot estar infectada amb pesta bubónica; també nota una granellada en el coll i un moviment sota la pell. Encara que Bear, que va ser mossegat pel gos, emmalalteix i desenvolupa nòduls similars en el seu cos, les autòpsies no revelen tals nòduls en els cossos dels científics.
Murphy troba una mostra de nucli de gel que es creu que es va originar en el cràter d'un meteorit i teoritza que la mostra podria tenir 250 000 anys. Encara que Bear insisteix en marxar, als altres els preocupa infectar el món exterior. Quan se li demana que proporcioni una mostra de matèria fecal, Bear ataca a Mulder i prova de fugir. Alguna cosa es mou sota la pell de Bear, i mor quan Hodge fa una incisió i n'extreu el que resulta ser un petit cuc de la part posterior del seu coll. Ara, sense pilot, s'informa el grup que l'evacuació és impossible a causa de la tempesta que s'aproxima.